# كأس فلسطين لأندية الضفة الغربية 2010–11
كأس فلسطين لأندية الضفة الغربية 2010–11 هي النسخة الثالثة من البطولة وتوج بها هلال القدس على نادي شباب الظاهرية.